# Câble à isolation gazeuse
Pour les articles homonymes, voir câble, CIG et GIL.
Les câbles à isolation gazeuse, souvent abrégé CIG, ou GIL en allemand (gasisoliert Leitung en allemand), on trouve aussi les termes ligne à isolation gazeuse,  sont des types de conducteurs électriques utilisés pour le transport d'électricité tout comme les câbles électriques ou les lignes à haute tension. Leur technologie est dérivée de celle des postes électriques sous enveloppe métallique : un conducteur est isolé d'une enveloppe métallique par du gaz isolant, en général  un mélange d'azote (N2) et d'hexafluorure de soufre (SF6). On peut également les considérer comme câbles coaxiaux haute tension. 

## Histoire
La première installation commerciale a été conçue et installée par High Voltage Power Corporation  en 1972, conjointement avec le  MIT. En 1975, Siemens se lança également sur le marché.
Un saut technologique a été réalisé en 2001 avec le passage à la technologie de seconde génération, c'est-à-dire à un mélange de gaz en lieu et place du SF pur. Le premier projet de ce type est celui du Palexpo à Genève.

## Avantages
Les CIG possèdent de nombreux avantages comparés aux câbles et aux lignes :
- le conducteur est protégé de l'extérieur ;
- pas de vieillissement diélectrique, l'isolant s'auto-régénère ;
- pas de contrainte thermique ;
- faible capacitance, par rapport au câble. Elle est d'environ  50 nF/km[7] ;
- pas de danger pour l'environnement en cas de court-circuit ;
- pas de risque d'incendie, ce qui est important dans les tunnels ;
- champs magnétique et électrique très faibles vu de l'extérieur ;
- peu de pertes diélectriques[8]. Elles sont environ inférieures de 1/3 à ½ par rapport aux lignes aériennes[7] ;
- pas de maintenance[2].

Un courant très élevé peut être transporté par une installation de ce type, jusqu'à 5 500 A.

## Limitations

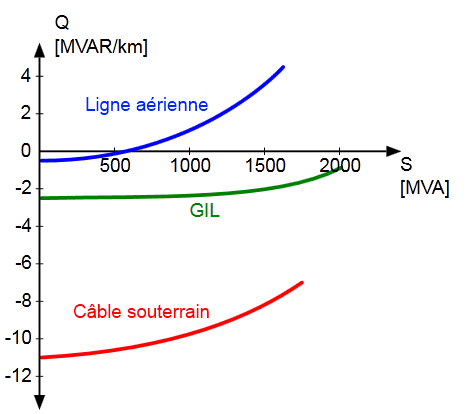
Consommation en puissance réactive Q par kilomètre de ligne aérienne 380 kV, de câble souterrain et pour un CIG en fonction de la puissance apparente transportée S et à 50 Hz. Les CIG produisent moins de puissance réactive que les câbles

Parmi les défauts des câbles à isolation gazeuse : leur encombrement est important, leur mise sous vide est une opération complexe, leur durée de réparation est importante et enfin leur coût est élevé. Alstom déclare ainsi que les CIG n'ont pas vocation à concurrencer les lignes aériennes en tout lieu, mais, à cause de leur coût surtout, là où la pose d'une ligne aérienne s'avère problématique,.
Les câbles à isolation gazeuse sont bien adaptés pour les lignes droites, mais moins pour les tracés sinueux. Le rayon de courbure minimum étant d'environ 400 m.
À cause de ses caractéristiques électriques, les CIG ont besoin de compensation électrique à partir d'une longueur d'environ 100 km, ce qui est plus que pour les câbles.

## Construction
L'enveloppe extérieure et le conducteur sont faits en aluminium. Entre les deux des isolateurs ou entretoises faits en résine
époxyde sont disposés régulièrement afin de maintenir le conducteur au centre du tube, ils sont généralement au nombre de 3 disposés à 120° les uns des autres. Le gaz isolant est un mélange de 5 à 20 % de SF6 et le reste de diazote. La première génération de CIG utilisait du SF6 pur comme gaz isolant, pour des raisons de coût la seconde génération utilise désormais ce mélange. L'usage de diazote pur est industriellement et économiquement impossible.  Le tout est à une  pression de 0,6 à 2 MPa d'après le Cigré et 7 bars d'après Siemens. Cette pression est comparable à celle dans un GIS, c'est-à-dire à la température nominale. Pour garantir la qualité de l'isolation électrique la surface interne des tubes doit être très lisse. Des pièges à particules peuvent être installés à l'intérieur du tube, ils captent efficacement les particules libres, qui peuvent entraîner des décharges électriques,.
Les sections sont livrées sur site puis soudées ou montées entre elles avec des joints toriques,. Des portes-contact permettent de lier les conducteurs entre eux. Les CIG peuvent être posés à l’air sur des supports, enterrés ou en fourreau.
L'automatisation de la soudure des tuyaux permet d'éviter les erreurs humaines et limite ainsi le risque de fuite. Un séchage à ensuite lieu pour évacuer l'humidité qui s'accumule tout au long du chantier. Un séchage par le vide semble être une solution adéquate. Les tubes, présentés en tronçons de 15 à 20 mètres de long, doivent être soudés sur place dans des hangars à l'abri de la poussière.

Les tubes doivent être résistants mécaniquement. Ils doivent résister à la dilatation des tubes sous l'effet de la température, à la pression interne du gaz, au pliage dû aux mouvements de terrain, à la pression externe causée par l'eau, au séisme.
Par ailleurs l'extérieur des tubes doit être protégé contre la corrosion. Comme pour les pipelines d'acier, la protection cathodique et le revêtement par une protection semblent possibles. Toutefois le potentiel nécessaire à la protection cathodique de l'aluminium est d'environ −2 V au lieu de -0,8 pour l'acier, une tension à laquelle l'eau est électrolysée. Seul le recouvrement est donc possible pour les CIG. En pratique une couche d'epoxy suivie d'une couche de polyéthylène ou de polypropylène peuvent être utilisées.
Comme pour les GIS, un système de surveillance de la pression de gaz doit être installé. Le relevé des arcs électriques à l’intérieur des compartiments isolés est réalisé avec une photo-cellule reliée à des détecteurs d’arc au moyen de fibres optiques.
Leur durée de vie est d'environ 40 ans.
Pour une tension de 400 kV, le diamètre d'un câble à isolation gazeuse est d'environ 500 mm. Des CIG triphasés existent également avec trois conducteurs dans un seul tube, qui de ce fait est beaucoup plus large.

## Diagnostics
Pour s'assurer de leur état les décharges partielles peuvent être mesurées. Pour leur mesure alors que l'installation est en service toutes les techniques classiques sont théoriquement applicables. Cependant le grand nombre de coupleurs nécessaires pour utiliser les techniques Ultra Hautes Fréquences (UHF), rendent ces méthodes peu pratiques. Les ondes électromagnétiques en très haute fréquences (VHF) subissent moins d'atténuation et sont donc plus adaptées aux CIG longs.

### Applications
La longueur totale des installations CIG diverge selon les sources. Ainsi AZZ parle d'un total installé de 127 km. Tandis qu'Alstom, en 2010, annonce plus de 750 km, pour des tensions comprises entre 72,5 et 1 200 kV,. Les CIG sont utilisés à l'heure actuelle quand il s'agit de croiser des lignes à hautes tension déjà existantes, pour évacuer l'énergie électrique des centrales électriques car ils peuvent transporter beaucoup de puissance en intérieur dans peu de conducteurs, dans les centrales hydrauliques en particulier, les CIG pouvant être montés à la verticale ce qui est utile dans ce cas, enfin pour le transport d'électricité là où une ligne aérienne est inacceptable en général,.
Ci-dessous quelques projets remarquables, :
| Nom du projet                       | Pays            | année | Puissance apparente (MVA) | tension nominale (kV) | longueur (m) |  |
| ----------------------------------- | --------------- | ----- | ------------------------- | --------------------- | ------------ |  |
| Xiluodu                             | Chine           | 2012  |                           |                       | 12 750       |  |
| Jinping                             | Chine           | 2011  |                           |                       | 3300         |  |
| Verbung Hydro Power, PSW Limberg II | Autriche        | 2010  |                           |                       | 460          |  |
| RWE Kelsterbach                     | Allemagne       | 2009  |                           |                       | 5 400        |  |
| PALEXPO Genève                      | Suisse          | 2001  | 800                       | 230                   | 2 560        |  |
| Swawek Ruacana                      | Namibie         | 1976  |                           |                       | 800          |  |
| Schluchseewerk AG Wehr              | Allemagne       | 1975  |                           |                       | 4 000        |  |
| CEPCO Shinmeika                     | Japon           | 1998  | 2850                      | 275                   | 3 250        |  |
| PP9                                 | Arabie Saoudite | 2000  | 900                       | 420                   | 5 600        |  |
| Sai Noi                             | Thaïlande       | 2003  | 3800                      | 550                   | 1 200        |  |
| Hams Hall                           | Royaume-Uni     | 2003  | 2900                      | 420                   | 500          |  |
| Saudi Consolidated Electricity Co   | Arabie Saoudite | 2000  | 800                       |                       | 21 000       |  |
| Power Plant 8                       | Arabie Saoudite |       | 800                       | 380                   |              |  |
| Centrale nucléaire, Chinon          | France          | 1981  | 1095                      | 400                   | 1 000        |  |
| Bethlehem Power Plant               | États-Unis      | 2002  | 1905                      | 550                   |              |  |
| Revelstoke Hydroelectric Project    | Canada          | 2015  | 3800                      | 550                   |              |  |

## Coût
Le constructeur ALSTOM reporte, pour un CIG de 2 000 MVA un coût total de 4,6 millions d'euros / km en pose directement enterrée, dont 1,4 million d'euros / km pour les seuls travaux de génie civil. RTE annonce des chiffres similaires,.

## Conséquences environnementales
Les CIG n'ont que très peu de conséquences environnementales. Ils n'ont pas d'impact visuel hors de leurs extrémités à la différence des lignes aériennes. Le champ électrique est faible, le bruit est nul, il n'y a pas de risque d'incendie.
Par contre, ils sont remplis de SF6, un gaz contribuant fortement à l'effet de serre. L'expérience acquise grâce aux installations existantes nous apprend cependant que ces risques sont en réalité très modestes pour les installations en tunnel et au-dessous du sol. On a un retour d'expérience limité pour les installations enfouies qui sont plus rares. De plus, en fin de vie utile, le gaz est récupéré et reconditionné. Cette action peut être effectuée loin de la zone concernée, diminuant ainsi les risques liés à la qualité de l'air. Leur empreinte au sol est nettement inférieure à celle des lignes aériennes. Typiquement, il faut un couloir de 17 m de large une fois le conduit installé.
Par ailleurs les travaux de mise en place sont assez importants, il faut dégager un front mouvant de 100 m de large sur tout le trajet du CIG.

## Fabricants
- Siemens, groupe allemand, depuis 1975[3]. Siemens déclare avoir livré 29 CIG depuis 1975 pour une longueur totale de 87 000 m[24],[27].
- Alstom, groupe français, a construit environ 50 km de CIG[10].
- AZZ, groupe américain, en a également construit, ils les nomment CGIT (SF6 Gas Insulated Bus)[28]. La filiale s'appelait High Voltage Power Corporation, et appartient depuis 1999 à AZZ, auparavant elle appartenait à Westinghouse Electric de 1974 à 1989, puis dans l'intervalle à ABB[2].
- Toshiba fait des jeux de barres sous gaz[29].